# Grant Main
Grant Main (Victoria, 11 febbraio 1960) è un ex canottiere canadese.

## Palmarès

### Olimpiadi
- 1 medaglia:
  - 1 oro (Los Angeles 1984 nell'otto)